# 國立臺灣大學電機資訊學院
國立臺灣大學電機資訊學院（College of Electrical Engineering and Computer Science, National Taiwan University），原隸屬於國立臺灣大學工學院下，1997年8月成立臺大電機學院，2000年8月1日更名國立臺灣大學電機資訊學院。其下分設「電機學群」及「資訊學群」。
電機學群有電機工程學系暨研究所，光電工程學研究所，電信工程學研究所，電子工程學研究所，資訊學群包含資訊工程學系暨研究所，資訊網路與多媒體研究所，以及跨學群的生醫電子與資訊學研究所，與中央研究院合辦之資料科學學位學程。
相關單位有資訊電子研究中心，物聯網研究中心，奈米機電系統研究中心，綠色電能研究中心，台達臺大聯合研發中心。

## 系所

### 電機工程學系暨研究所
電機工程學系前身為1943年5月成立的「臺北帝國大學工學部電氣工學科」，1945年11月改制為國立臺灣大學工學院電機工程學系。

目前，電機學群的系所架構為一系五所，內含十一個教學研究分組，其中電機所含自動控制組、電力系統與電力電子組、計算機科學組；光電所含光電組；電信所含電波組、通訊與信號處理組、資料科學與智慧網路組；電子所含奈米電子組、積體電路與系統組、電子設計自動化組；生醫電資所含醫工組。

電機所包含「自動控制」、「電力系統與電力電子」、「計算機科學」三組。自動控制組研究領域包含：線性、非線性及離散事件動態系統、適應、強健、智慧等控制理論、精密伺服控制在國防及工業上之應用、機器人學與自動化工程、遙測及全球定位技術、新興系統之智慧型自動化與控制。電力系統與電力電子組研究領域包含：電力系統、電機控制、電力電子、智慧電網。計算機科學組研究領域：平行與向量編譯程式、網際網路與多媒體系統、計算機容錯、計算機結構、計算理論、資料庫與資訊勘測、行動計算、網路安全與密碼學。

### 電信工程學研究所
1997年8月電信工程學研究所成立，設置「電波」及「通訊與信號處理」兩組。電波組主要研究領域為天線、電磁理論、微波、毫米波電路、系統封裝及電磁相容等技術。「通信及訊號處理組」主要研究領域為通訊、信號處理、光通訊及多媒體網路。2016年增設「資料科學與智慧網路組」，主要研究領域為機器學習、大數據分析、認知神經機器人學、資料隱私與訊息檢索、物聯網、軟體定義網路、與網路功能虛擬化技術等。

### 光電工程學研究所
光電所前身是電機所光電組，1992年8月成立招收碩士班學生，1995年8月增設博士班。 
光電所研究領域包括：光纖通訊、光纖光學、積體光學、半導體雷射及光偵測器、半導體光電現象、光電半導體材料及元件、光電子技術、雷射技術與光電應用、非線性光學、光電量測技術、光學設計、光電的生物醫學應用等。

### 電子工程學研究所
2001年電子工程學研究所奉准成立。電子所分為「數位積體電路與系統」、「類比積體電路與系統」、「奈米電子」、「電子設計自動化」四組，研究重點以積體電路系統晶片設計及奈米電子元件設計與製程技術兩方面為主。

### 生醫電子與資訊學研究所
生醫電子與資訊學研究所結合電機與資訊領域，進行生物醫學之研究及教學。2006年8月，生醫電資所開始招收博士班，碩士班也於2007年8月開始招生。涵蓋範圍有生醫材料、生醫力學、生醫電子、生醫資訊、生醫影像、生醫光電以及臨床工程等主要領域。

### 資訊工程學系暨研究所
1977年資訊工程學系成立，1981年成立碩士班，1984年成立博士班。重點研究領域可分為計算機理論、計算機軟體、計算機系統、計算機網路、智慧系統、多媒體系統、生醫資訊。

### 資訊網路與多媒體研究所
1991年創立通訊與多媒體實驗室，2000年資工系加入電機資訊學院後，由電機系及資工系教授組成網路與多媒體研究所籌劃小組，2003年資訊網路與多媒體研究所成立。主要研究領域有多媒體技術與系統、影像視訊處理與分析、資訊網路與行動通訊、網際網路及社群網路、嵌入式系統、普及計算與優質生活應用。

## 系館
1945年臺大電機系改制成立之初，當時地點設於現今之新生大樓位址，原為木造的日本式建築，並與土木系共同使用。1955工學院大樓落成後（今土木系系館）遷入電機系大部分實驗室。當時電機系大部份是在此棟建築的1、2、3樓西半邊，另一部份則在機械館的1樓使用3個房間。而今，電機系主要使用的系館有電機一館、電機二館、博理館、明達館。資工系則是使用德田館作為系館。

### 電機一館

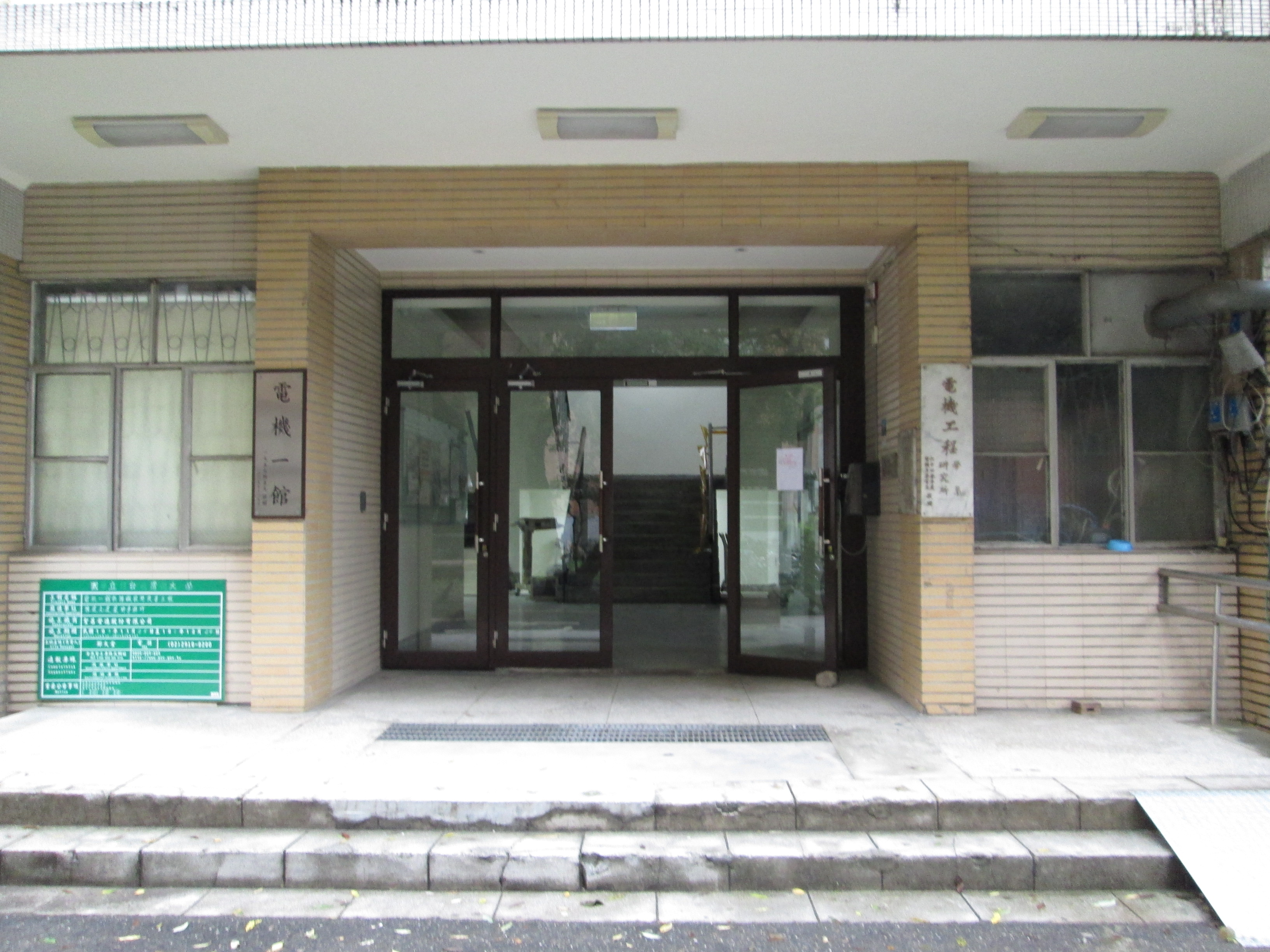
電機一館正門

1960年代，在當時的系主任多方奔走及系友捐款之下，電機系終於獲得臺大校方的認同與支持，於1968年1月由臺大校長錢思亮主持電機一館動土典禮。1969年6月，電機一館落成啟用，是當時難得一見、臺大第一棟的中央空調建築，同時也是臺大首度經由募集捐款所完成的建築。

### 電機二館

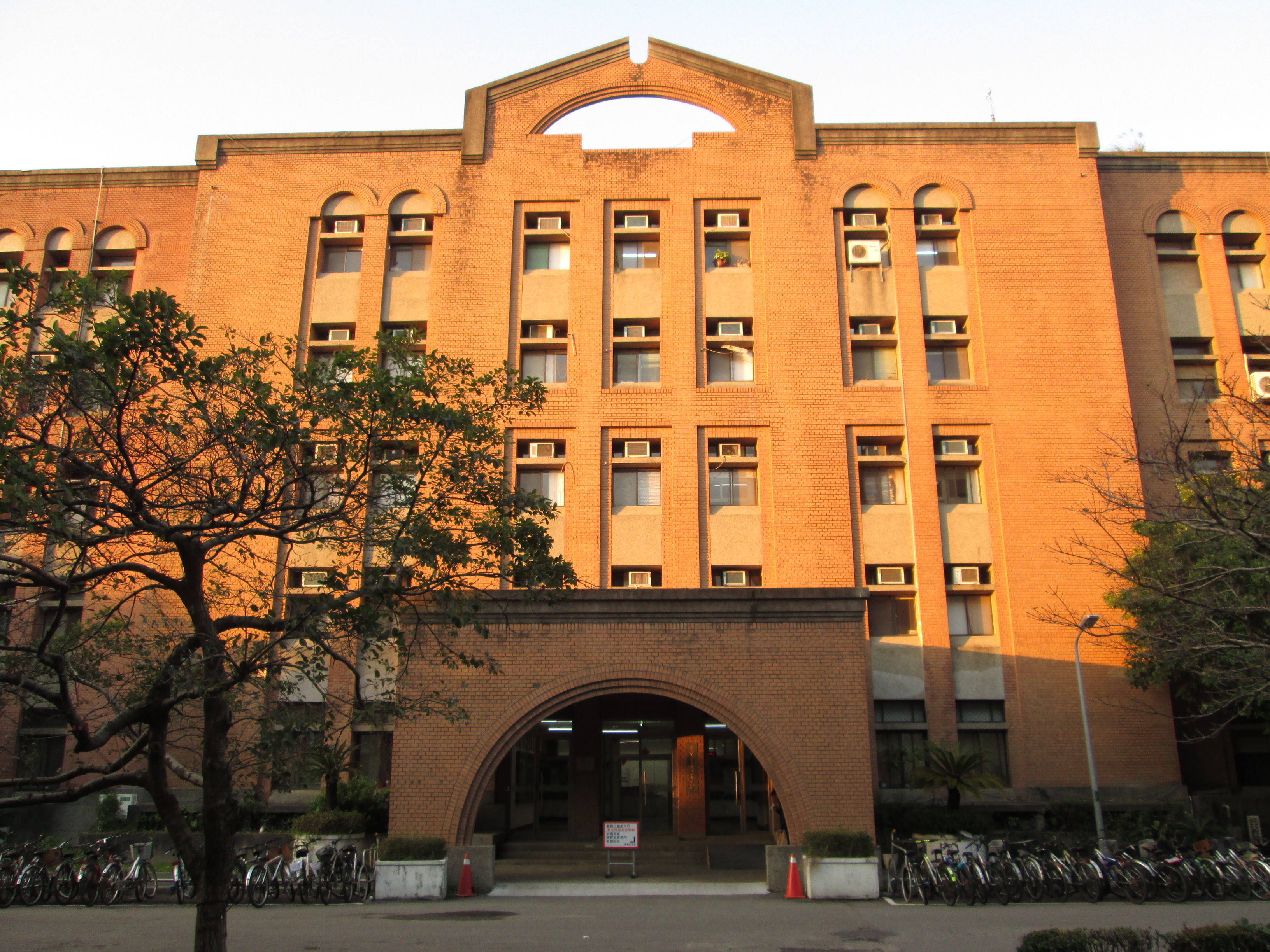
電機二館南側門

由於電機系人員與研究設備的擴充，遂於1976年5月提出興建電機二館之規劃。1982年，教育部撥款，1983年電機二館第一期（東半部）工程順利動土施工，1985年8月，電機二館東半部落成，並於1986年1月遷入使用。1993年8月，電機二館二期工程（西半部）完工。其中一樓東側約五百坪用地，自一期工程完工後即由工學院圖書館使用，至1998年11月工學院圖書館遷入臺大新總圖書館後，方從工學院交予電機學院。

### 博理館（電機三館）
博理館為電機系系友廣達電腦公司董事長林百里捐贈，是一棟地下一層，地上七層之鋼筋混凝土建築，以丁掛磚、斬石子、格子樑、鋁玻璃帷幕牆、鋁花板為建材。
根據陳維昭校長回憶錄所載，大樓命名來自於捐贈人林百里名字「百里」的廣東話諧音。2002年11月15日，臺灣大學創校74週年校慶餐會中，林百里與陳維昭校長共同簽約完成博理館捐贈儀式。2003年1月8日為大樓新建工程動土典禮，由林百里董事長、陳維昭校長、時任許博文院長共同主持動土奠基典禮。2003年10月20日舉行上樑典禮。2004年6月5日，林百里系友捐贈的電機系第三棟教學研究大樓—博理館舉行落成典禮。
博理館大樓，地下一層，地上七層，並有一間可容納200多人之階梯式會議廳。地下1樓為博理藝廊、讀書中心(系K)、娛樂室(系康)、系學會辦公室等。1樓主要為教學教室，2樓為重點與卓越計畫使用，3樓為院務辦公之用、4至6樓是實驗室、教師之研究室與討論室，7樓為電機系與廣達電腦公司共同合作計畫之用。

### 明達館（電機四館）

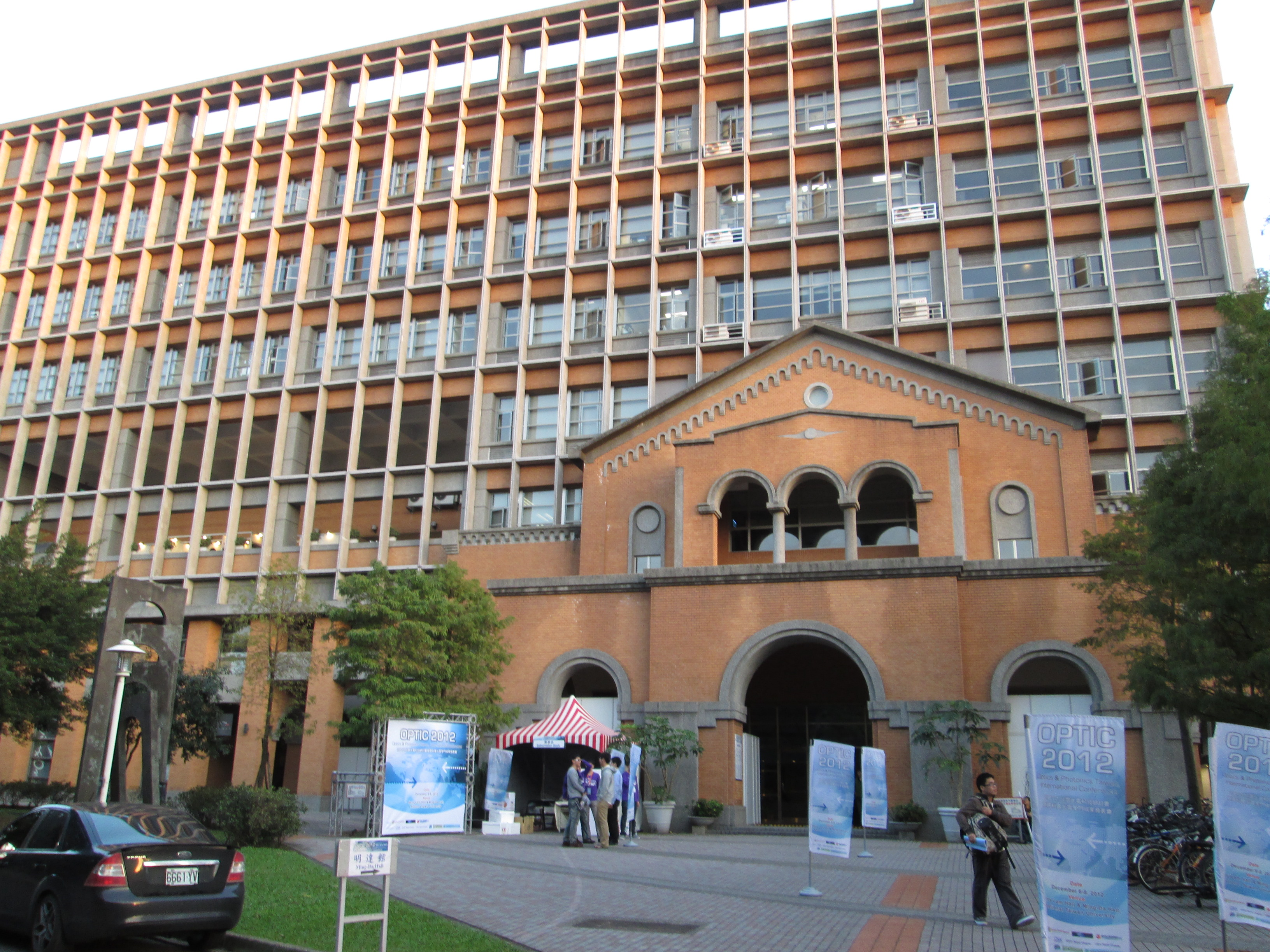
明達館正門

明達館為明基友達集團李焜耀董事長捐贈，捐贈金額為三億元。是一棟地上7層，地下1層之鋼筋混凝土建築。外形上擷取文學院的立面造型，並採用迴廊、拱門、十三溝面磚等素材；而高樓層則以格狀板和玻璃做為立面，格狀板具備遮陽之功能，呼應臺大建築景觀，也同時具備現代建築之機能考量。
明達館的正式簽約儀式於2004年9月29日舉行，並在2005年5月17日開工動土，2007年1月11日明達館落成啟用。「明達館」的意涵為「明理達義，明德達信」在建築的一角有孫中山先生的此字帖書法。
明達館的地下1樓為停車場，1樓為公共空間，包括餐廳以及展示空間，2樓與3樓主要為教學與實驗空間，4樓為與明基及友達之產學合作空間，5至7樓為教師研究室與實驗室。
明達館前身是一般民宅，約在1989年11月，校地校地完成徵收，此處不再是私人產業。而在興築明達館前，基地上有間「臺大福華」自助餐廳。

### 德田館
資訊工程學系在1977年成立之初沒有自己的教室，1982年8月系館（今計算機及資訊網路中心）建成遷入，1993年新系館完工（今德田館北側），8月遷入。2003年，華宇電腦李森田董事長夫婦捐贈的資訊館二期工程（德田館）動工，並於2004年9月29日落成啟用。

### 學新館
學新館由聯發科技蔡明介董事長捐贈，全名為生物電子資訊教學研究大樓，為地上九層，地下一層之教學研究大樓，於2019年12月完工。此館與昆蟲系和植微系共用，其中3樓為電資學院空間，4樓為電機系空間，5樓為電機系與資工系共同空間，其他樓層則為公共或另外兩系之空間。

## 知名校友

### 學術界
方復：1951年電機系畢業，中央研究院院士、美國國家工程院院士、Fellow of APS、IEEE、Franklin Institute等。曾於IBM T. J. Watson Research Center從事半導體物理及元件之研究，曾獲得美國物理學會（APS）巴克萊（Oliver E. Buckley）固態物理獎、IEEE沙若諾夫（David Saronov）獎、富蘭克林學院金質獎章、德國宏保（Alexander von Humboldt）基金會研究獎。
傅京孫：1953年電機系畢業，美國普渡大學教授。電氣電子工程師學會（IEEE）會士、美國國家工程院院士、中央研究院院士，首屆國際模式識別大會（International Conference Pattern Recognition，縮寫ICPR）主席、IEEE機器智能與模式識別委員會首任主席，模式識別與機器智能領域的先驅之一，被譽為「模式識別之父」。
陳謨星：1954年電機系畢業，美國德州大學奧斯汀分校電機博士。美國電機與能源學者，國際電機電子工程師學會IEEE院士。曾擔任美國德州大學阿靈頓分校教授、能源中心主任。曾獲得美國愛迪生學會全美最佳電力工程教育獎，為多家電廠擔任顧問。
劉必治：1954年電機系畢業，美國布魯克林理工學院（現紐約大學坦登工程學院）電機碩士與博士。中央研究院院士、美國國家工程院院士、中國科學院外籍院士。數位信號處理領域的先驅者，曾獲IEEE Fellow、Centennial Medal、Millennium Medal、Fourier Award for Signal Processing、IEEE信號處理協會和電路與系統協會的協會最高獎。曾任貝爾實驗室。現任美國普林斯頓大學電機工程系教授。
黃煦濤：1956年電機系畢業，美國麻省理工學院電機系碩士、博士，美籍華裔信息學家，以其對圖象處理、模式識別、計算機視覺、人機互動等領域的研究而知名。曾任麻省理工學院助理教授、副教授，普渡大學電機系教授、信息處理實驗室主任，伊利諾伊大學厄巴納-香檳分校傑出講座教授、Beckman研究院圖象實驗室主任。美國國家工程院院士、中國工程院外籍院士、中國科學院外籍院士、中央研究院院士。
沈元壤：1956年電機系畢業，美籍華裔物理學家，美國柏克萊加州大學榮休教授，曾任復旦大學特聘教授。曾先後當選美國文理科學院院士、中央研究院院士、美國國家科學院院士、中國科學院外籍院士。以其在非線性光學領域的研究而知名。
施敏：1957年電機系畢業，國立交通大學電子工程系系講座教授、美國國家工程院院士、中央研究院院士。1967年與韓裔美國人姜大元發明並實作了第一個非揮發性記憶體（non-volatile semiconductor memory，NVSM），開啟了日後電腦的發展。電機電子工程師學會（IEEE）會士、尊榮會員，全球目前僅9位科學家獲此殊榮。
蔡振水：1957年電機系畢業，美國加州大學爾灣分校電機工程系資深教授、傑出教授 （1991年－），中央研究院外籍院士。曾任美國洛基飛機飛彈公司研究中心研究員、美國卡內基美隆大學教授，獲IEEE Fellow（1982）。
張立綱：1957年電機系畢業，史丹福大學電機工程系博士。曾任美國麻省理工學院電機系副教授，美國國際商業機器公司研究部經理一職、香港科技大學理學院院長、副校長。美國國家科學院院士、工程院院士，中華民國中央研究院第20屆（數理科學組）院士，中國科學院外籍院士。
劉兆漢：1960年電機系畢業，美國布朗大學電機博士。中央研究院院士、國際電機電子工程師學會會士（IEEE Fellow）、2012年獲選美國國家工程院院士。曾任國立中央大學校長、中央研究院副院長、美國伊利諾大學香檳分校電機與電腦工程學系教授。
孔金甌: 1962年電機系畢業，為孔夫子第七十四後代，電磁科學家，美國麻省理工學院教授，國際電磁科學院院長，IEEE fellow和美國光學學會Fellow。
林本堅：1963年電機系畢業，美國俄亥俄州立大學電機工程博士。中央研究院院士、美國國家工程院院士，國際光學工程學會院士，IEEE Fellow，第二屆工業技術研究院院士。是中央研究院數理科學組第一位非學界出身的院士，「浸潤式光學微影技術」（Immersion Lithography）的先驅。曾任職於IBM部門經理、美商領創總經理。現任台灣積體電路製造股份有限公司研究發展副總經理，國際半導體產業協會（SEMI）台灣委員會主席。
胡正明：1968年電機系畢業，柏克萊加州大學教授，臺積電（TSMC）技術長、美國國家工程院院士、中央研究院院士。FinFET（鰭式場效電晶體）發明人，使半導體製程得以縮小到 20 奈米以下。
馬佐平：1968年電機系畢業，耶魯大學碩士、博士。中央研究院數理科學組院士、美國國家工程院院士、中國科學院外籍院士，曾獲美國電機電子工程師學會（IEEE）葛洛夫獎、潘文淵傑出研究獎、康乃狄克州科技勳章（Connecticut Medal of Technology）。
陳品山：1968年電機系畢業，哈佛大學計算機科學和應用數學碩士及博士。先後任教於麻省理工學院、加州大學洛杉磯分校、哈佛大學，從1983年至今任路易斯安那州立大學計算機科學系 Murphy J. Foster 傑出講座教授。曾在IBM、Honeywell、迪吉多，以及其他政府機構從事研究和顧問。曾獲Fellow of ACM, IEEE, and AAAS，IEEE Harry Goode Award、ACM/AAAI Allen Newell Award。
李德財：1971年電機系畢業，前中央研究院資訊科學所所長、中央研究院院士。曾任美國西北大學電機電腦科學系教授、財團法人資訊工業策進會常務董事、國立中興大學校長。
俞士綸：1972年電機系畢業，美國史丹佛大學電機碩士、博士。美國計算機科學家，美國伊利諾大學芝加哥分校的訊息科技教授，以其在數據挖掘領域的工作而聞名。曾獲Fellow of ACM, IEEE。過去曾在IBM Thomas J. Watson研究中心擔任軟體工程與技術部經理。計算機科學領域被引用次數約十二萬次，是世界排名前十的華人。
莊炳湟：1973年電機系畢業，美國國家工程學院院士、中央研究院院士、喬治亞理工學院電機系講座教授、IEEE Fellow，曾任貝爾實驗室研究員。
李錦輝：1973年電機系畢業，美國耶魯大學統計學碩士，華盛頓大學電機博士。 喬治亞理工學院電機系教授、IEEE Fellow，ISCA （國際語音科學學會）Fellow, 曾任貝爾實驗室傑出研究員及對話系統部門處長。以判別模型在語音識別的貢獻獲得2012 ISCA Medal。國立交通大學傑出講座教授。
李琳山：1974年電機系畢業，美國史丹佛大學電機碩士、博士。中央研究院院士，IEEE Fellow，ISCA （國際語音科學學會）Fellow，2015年總統科學獎。曾任中央研究院資訊科學研究所所長、IEEE電信學會亞太地區主席、臺大電機資訊學院院長。曾開發出全球第一套中文語音辨識系統。
莊順連：1976年電機系畢業，美國麻省理工學院電機工程碩士、博士。曾獲Fellow of the IEEE，OSA，APS and JSPS。美國伊利諾大學香檳分校電機系教授。著有光子物理元件知名教科書《Physics of Photonic Devices》。
許峰雄：1980年電機系畢業，卡內基美隆大學博士。電腦科學家，參與IBM深藍計劃的研究，推出超級電腦「深藍」，以3.5比2.5的累計積分擊敗國際西洋棋王卡斯帕羅夫，成為首位榮獲美國電腦協會葛麗斯·莫瑞·霍普獎的亞裔科學家。現任北京的微軟亞洲研究院高級研究員，擔任「平臺元件中心」主任一職，專思研究平行運算及人工智慧等領域。
郭宗杰：1980年電機系畢業，美國麻省理工學院電機工程碩士、博士。曾獲Fellow of the AAAS,IEEE,SPIE。目前為南加州大學訊號及影像處理研究系的系主任，同時為美國南加州大學工程院，數學院，及電腦科學院的終身教授。致力於數字媒體處理、多媒體壓縮、通訊網絡技術及嵌入式多媒體系統設計等研究領域，為多媒體領域中最為多產的研究學者之一，亦是國際著名的科技領航者。
孟懷縈：1983年電機系畢業，美國加州大學柏克萊分校電機電腦系碩士及博士，美國國家工程學院院士、中央研究院院士、史丹佛大學電機系講座教授、IEEE Fellow、Atheros通訊公司創辦人。
胡文美：1983年電機系畢業，美國加州大學柏克萊分校電腦科學博士。美國伊利諾大學香檳分校電機工程學系教授。研究領域為計算機結構(computer architecture)及程式編譯器(compiler)等。同時為IEEE Fellow(國際電機電子工程師學會院士)及ACM Fellow(美國計算機協會院士)外，亦獲頒AMD（超微）創始人Jerry Sanders講座教授(AMD Jerry Sanders Chair of Electrical and Computer Engineering)等殊榮，為學術界及產業界公認的領袖級學者。
張世富：1985年電機系畢業，美國加州大學柏克萊分校電機電腦系碩士及博士，計算機科學家和電子工程師，曾獲Fellow of the AAAS, IEEE、並於2017年入選ACM Fellow。專長多媒體訊息檢索，計算機視覺，機器學習和信號處理。美國哥倫比亞大學工程與應用科學學院副院長、理查德迪克教授，於2013年至2017年擔任ACM Special Interest Group of Multimedia（SIGMM）主席。他於2016年被Aminer列為多媒體領域最具影響力的學者。
洪小文：1985年電機系畢業，卡內基美隆大學博士。資訊科學家，電機電子工程師學會會士（IEEE Fellow），曾任蘋果電腦APP-ISS部門技術總監、微軟語音產品部門首席技術架構師，現任微軟亞洲研究院院長、微軟亞太研發集團主席、微軟公司資深副總裁。

### 教育界
許雲基：1947年電機系畢業，原子核物理學家，與戴運軌和太田賴常等人一同於臺大重建荒勝文策團隊當年在臺大製作、曾完成世界第二次人工撞擊原子核實驗的考克饒夫-瓦爾頓加速器，並成功於1948年完成了中華民國暨戰後全亞洲首次人工撞擊原子核實驗。1962年成為臺大物理系的系主任。
鄧啟福：1956年電機系畢業，曾任國立交通大學校長。美國密西根大學博士，1966年曾於貝爾實驗室進行微波領域研究。
郭南宏：1958年電機系畢業，曾任國立交通大學校長、國立高雄工專校長、長庚大學校長、交通部部長及行政院國家科學委員會主任委員等職。美國西北大學電機工程所博士。
劉兆漢：1960年電機系畢業，前國立中央大學校長，中央研究院副院長。1965年美國布朗大學電機博士。曾執教於美國伊利諾大學電機系。
李家同：1961年電機系畢業，前國立暨南大學校長，知名作家，柏克萊加州大學電機及計算機系博士。
游本中：1972年電機系畢業，美國伊利諾大學香檳分校資訊工程博士。中央研究院資訊科學研究所特聘研究員兼任所長。曾任美國明尼蘇達大學雙城分校資訊工程學系教授及系主任。
李嗣涔：1974年電機系畢業，美國史丹福大學電機碩士及博士。前國立台灣大學校長。國際電機電子工程師學會會士（IEEE Fellow）。
許炳堅：1978年電機系第1名、七次書卷獎畢業，美國加州柏克萊大學電機碩士及博士。曾任教於美國南加州大學電機系，並擔任電物晶片研究所副主任、主任，超大型積體電路(VLSI)信號處理實驗室主任。曾任國際電機電子工程師學會電路與系統學術會資深總裁，IEEE 超大型積体電路系統期刊總編輯，國立台灣大學電機工程研究所榮譽顧問，國立交通大學榮譽講座教授，國立交通大學(院長級)校務策略顧問，中研院資訊所客座教授，跨國公司新思科技（Synopsys）研發處長，台灣積體電路製造公司(TSMC)設計暨技術平台專案處長。1996年國際電機電子工程師學會會士（IEEE Fellow）。
張瑞雄：1980年電機系畢業，現任國立臺北商業大學校長。
吳誠文：1981年電機系畢業，加州大學聖塔芭芭拉分校電機電腦博士。1971年巨人隊少棒國手，贏得威廉波特世界少棒賽冠軍。留美返國任教於清華大學電機系，曾兼電機系主任、電機資訊學院院長、清華大學副校長。曾獲IEEE Fellow、電機電子工程師學會電機工程獎章。
陳光禎：1983年電機系畢業，美國馬里蘭大學電機工程碩士、博士。集耀通訊創辦人暨總經理、台灣大學電機系暨電信工程所教授。
張正尚：1983年電機系畢業，美國哥倫比亞大學博士。清華大學特聘講座教授（IEEE fellow）。
鄭光廷：1983年電機系畢業，美國加州大學聖塔芭芭拉分校電機工程學系教授，曾任系主任（IEEE fellow）。
吳明強：1983年電機系畢業，美國加州大學柏克萊分校電機工程學系教授，感測與制動器中心主任（IEEE fellow）。
劉國瑞：1983年電機系畢業，美國馬里蘭大學電機工程學系教授（IEEE fellow）。
林清富：1983年電機系畢業，美國康乃爾大學碩士、博士。曾任國立臺灣大學光電所所長（IEEE & SPIE fellow）。
蘇順豐：1983年電機系畢業，美國普渡大學電機碩士、博士，現任台灣科技大學電機工程系教授（IEEE & IET fellow）。
張耀文：1988年資訊系畢業，美國德州大學奧斯汀分校資訊碩士、博士，現任國立臺灣大學電機工程學系特聘教授兼電機資訊學院院長, 曾任台灣大學副教務長、電機資訊學院副院長、電子所所長, 美國麻省理工學院訪問學者(2014)和日本早稻田大學客座教授(2004-2010)。首位非歐美的 IEEE CEDA (電子設計自動化) 學會總裁(2020/2021), 曾任 IEEE CEDA 會議副總裁和技術活動副總裁（IEEE fellow和ACM fellow）, 至達科技 (MAXEDA) 共同創辦人。EE Times資深編輯 Colin Johnson (Kyoto Prize 得主) 讚譽其為 “a microelectronics pioneer in EDA”(2013),其團隊為 “The Best and Brightest Worldwide: The best engineering minds on the planet…”(2015)。 
洪士灝：1989年電機系畢業，美國密西根大學電腦科學及工程學碩士、博士。曾任美國昇陽電腦公司，專長計算機架構與平行處理、計算機效能評估與最佳化、電子商務系統及雲端運算、嵌入式系統設計、網路資訊安全。現任國立臺灣大學資訊工程系暨網路及多媒體研究所副教授。
陸永祥：1992年電機系畢業，美國史丹佛大學電機博士。現任美國普度大學電機計算機工程學教授，IEEE多媒體通信技術委員會系統組主席。Perceive, Inc.共同創辦人。
林守德：1996年電機系畢業，美國南加州大學資訊科學博士。國立臺灣大學資訊工程學系教授，專長機器學習、資料探勘和資訊理論。
葉丙成：1998年電信所畢業，美國密西根大學博士。台大電機系教授、台大 MOOC 計畫執行長，積極投入「翻轉教學」，提倡創新教育方式。BoniO Inc.共同創辦人，Pagamo Taiwan創辦人。
林軒田：2001年資工系畢業，美國加州理工學院電腦科學博士。專長機器學習、資料探勘和資訊理論。著有《Learning from Data: A Short Course》。現任臺灣大學資訊工程學系副教授、曾任 Appier 沛星公司首席資料科學家。
李宏毅：2008年電機系畢業，國立臺灣大學電信工程博士。曾任中央研究院資訊科技創新研究中心 （页面存档备份，存于）博士後研究，美國麻省理工學院 Computer Science and Artificial Intelligence Laboratory (CSAIL) 訪問科學家。現任國立臺灣大學電機工程學系助理教授，專長機器學習、深度學習、語音辨識、語意理解。

### 作家
張系國：1965年電機系畢業，美國加州柏克萊大學碩士及博士。著名中文科幻小說作家，代表作有《皮牧師正傳》、《棋王》、《昨日之怒》、《星雲組曲》、《夜曲》等。現任美國匹茲堡大學電腦科學系教授。
郭坤仁：1974年電機系畢業，筆名凌耿。文化大革命時就讀於廈門第八中學，成為紅衛兵。1968年7月19日與兄長郭坤中從廈門游到金門大膽島，成為當時最年輕的反共義士。台大畢業後攻讀辛辛那堤大學電腦工程學博士。曾擔任昇陽遠東事務副總裁、開辦伺服器公司，現退休居住於美國加州矽谷。著作文革紀實長篇英文小說《天讎──一個中國青年的自述》。2016年重新將把書以中文出版，並更名為《從前從前有個紅衛兵》。
葉李華：1984年電機系畢業，加州大學柏克萊分校理論物理博士。科幻作家，曾獲中國時報張系國科幻小說獎首獎、吳大猷科學普及著作獎銀籤獎。曾任交通大學科幻研究中心主任，並任教於台灣大學、國立臺灣師範大學、清華大學與政治大學。
王建閔：2002年資工系畢業，筆名寵物先生，推理小說作家及評論家。曾獲得第一屆島田莊司推理小說獎首獎。

### 業界
林文仁：1953年電機系畢業，曾任台灣日光燈公司董事長。退休後，創辦袖珍博物館。
杜俊元：1960年電機系畢業，曾任美國IBM華生半導體實驗室。華泰電子共同創辦人暨董事長、矽統科技股份有限公司創辦人。
胡定華：1963年電機系畢業，美國密蘇里大學電機工程博士，旺宏科技董事長。曾任工研院副院長、美國Ｈ＆Ｑ投資的漢鼎創業投資總經理，曾任全智科技公司董事長、冠華科技公司董事長、美國Aetas Technology Inc.董事長、智威科技公司董事長、建邦顧問公司董事長、合勤科技公司董事長、美商漢鼎公司總經理，推動建立臺灣第一家民營積體電路公司，聯華電子公司（UMC）。
洪敏弘：1964年電機系畢業，密西根州立大學電機工程碩士與博士。現任臺灣松下電器公司董事長，建弘集團總裁。曾任台大電機系客座副教授。
陳世卿：1966年電機系畢業，美國伊利諾大學電機博士。與美國高速電腦（Super Computer）奇才西摩．克雷，共同設計出人類史上最快速的電腦CRAY X-MP。1987年秋創辦SSI（Super computer System Inc.）公司。1991年美國國家工程院院士。
劉兆凱：1967年電機系畢業，美國伊利諾大學香檳分校電機工程博士。現任東元電機董事長。為中央研究院副院長劉兆漢及前任行政院院長劉兆玄的弟弟。年輕時曾與哥哥兆藜、兆玄以共用筆名「上官鼎」從事武俠小說的寫作。
蔣尚義：1968年電機系畢業，美國普林斯頓大學電機碩士與美國史丹福大學電機博士。曾任ITT公司、美商德州儀器公司、美商惠普公司等半導體公司，返台後曾任台積公司研究發展資深副總經理、執行副總經理暨共同營運長等職。曾獲美國商業周刊雜誌（Business Week）遴選為2001年「亞洲之星」（Stars of Asia）最重要的五十位創新者之一，2002年獲選國際電機電子工程師學會（IEEE）Fellow。
史欽泰：1968年電機系畢業，美國史丹福大學管理科學碩士及普林斯頓大學電機博士。曾任美國Burroughs公司資深工程師、工研院院長、行政院科技顧問、臺灣半導體協會會長、中國電機工程學會會長等職務。
曹興誠：1969年電機系畢業，聯華電子前董事長，曾任工研院電子所副所長，與臺積電的董事長張忠謀被稱為臺灣半導體雙雄。
段行建：1969年電機系畢業，美國史丹福大學電機博士，群創光電董事長暨執行長。
林百里：1970年電機系畢業，廣達電腦董事長。研究所時與同學溫世仁共同設計出臺灣第一部電腦，1988年與梁次震等人創辦廣達電腦。
溫世仁：1970年電機系畢業，已故英業達集團副董事長。歷任三愛電子廠長、金寶電子總經理，曾獲中國青年救國團青年獎章。2003年創作長篇武俠小說《秦時明月》。
高民環：1971年電機系畢業，美國田納西大學電機碩士及博士。台灣國際航電公司（Garmin）創辦人及董事長，全球GPS霸主，2007及2008連續兩年PND全球銷量第一，於2008年登上《富比世》全美前400大富豪排行榜。
李森田：1971年電機系畢業，創辦華宇集團，由研發及生產製造膝上型電腦產品之創始公司，2001年名列《商業周刊》百大科技富豪排行榜第十六名。2004年捐贈台大資訊工程學系新建大樓「德田館」。
蔡明介：1971年電機系畢業，美國辛辛納提大學碩士。聯發科技公司董事長。曾任工業技術研究院電子所研發經理、聯華電子第二事業群總經理。
陳五福：1972年電機系畢業，曾就讀於加州柏克萊大學電腦科學博士班。1990年10月共同創立Cascade Communications，1994年7月上市，市值最高100億美金。1995年6月創立Arris Networks，1996年4月以1.5億美金被Cascade Communications併購。1996年6月創立Arden Communications，1997年8月被CISCO以2.5億美元收購，陳五福留任CISCO科技副總裁一年，為CISCO首任華人副總裁。1998年12月創立Shasta Networks，1999年4月被Nortel以3.5億美元收購。被Wall Street Journal頭版報導，稱為"The Germinator"。2000被Red Herring列為全球十大創業家。2002年被Forbe列為美國百大科技創投家。
吳聰慶：1973年電機系畢業，賓州大學電機工程學系博士，愛特美爾公司（Atmel）共同創辦人，董事，資深副總裁。
施崇棠：1974年電機系畢業，華碩電腦董事長。
李焜耀：1974年電機系畢業，明基友達集團董事長，2002年自創BenQ品牌。
盧超群：1975年電機系畢業，大學全系第一名畢業，美國史丹佛大學電機碩士、博士。鈺創科技創辦人暨董事長，研發全世界最快的DRAM及SOC技術。曾任美國IBM公司研究中心經理、美國IBM公司科技產品總部經理。當選美國國家工程學院院士（1999）及IEEE Fellow ，並獲得中華民國行政院科技傑出榮譽獎以及IEEE solid-state circuits award（1998）。
劉德音：1976年電機系畢業，美國加州大學柏克萊分校電機暨電腦資訊碩士及博士。台積電總經理暨共同執行長。曾任職於美國紐澤西州AT&T貝爾實驗室高速電子研究實驗室研究經理、英特爾製程整合經理。
湯宇方：1977年電機系畢業，美國伊利諾大學博士，曾任IBM、DEC等電腦公司，民生科技共同創辦人。
林榗栓：1978年電機系畢業，發明倚天中文輸入法與倚天中文系統，倚天資訊創辦人暨前董事長，四十歲前決定退休，隱居美國矽谷。
吳春發：1978年電機系畢業，液晶顯示器北美銷售量第一大廠瑞軒科技創辦人。
李慈雄：1978年電機系畢業，美國史丹福大學博士，斯米克集團總裁、上海斯米克建築陶瓷股份有限公司董事長。
王永耀：1978年電機系畢業，CMOS IC設計供應大廠十速科技創辦人、總經理。
廖敏雄：1978年電機系畢業，華碩共同創辦人。
郭閣時：1978年電機系畢業，鈺緯公司創辦人。
陳孟枀：1978年電機系畢業，紐約視訊軟體公司InfoValue創辦人。
周宏泰：1978年電機系畢業，美國投創公司Incube Net創辦人暨執行長。
許偉展：1978年電機系畢業，美國伊利諾大學物理博士。 曾任美國德州儀器、貝爾實驗室、S3等公司。在S3時是發展S3 Trio系列產品的主要成員之一。 IC Ensemble公司創辦人，開發音效晶片 Envy24， 2000年將公司出售予威盛。
卓桐華：1978年電機系畢業，現任英業達董事長（2017）。
李國祥：1978年電機系畢業，台灣資生堂董事長。
徐英士：1978年電機系畢業，南加州大學博士，華邦電子副總經理、2010年帶領新唐科技上市，現任副董事長。
李志華：1978年電機系畢業，明基電通策略長。
連存德：1978年電機系畢業，美國加州理工學院電機博士, 美國IDT公司技術長。
陳文琦：1978年電機系畢業，美國加州理工學院電腦科學碩士，威盛電子共同創辦人、總經理兼執行長。
林子牧：1978年電機系畢業，美國加州理工學院電機碩士、博士，威盛電子共同創辦人暨副總經理。
林茂昌：1978年電機系畢業，新漢公司創辦人暨董事長。
陳丕宏：1980年電機系畢業，柏克萊加州大學計算機科學博士學位。1989年創立贏家科技公司（Gain Technology），1992年該公司被Sybase以一億美金並購，並擔任Sybase公司多媒體技術部副總裁。1993年，創立美商宏道資訊（Broad Vision），1996年宏道資訊在美國納斯達克證券市場上市，1999年12月World Journal列為20世紀最重要的100位華裔美人之一。2005年出任新浪公司的董事。
歐陽明：1981年電機系畢業，北卡羅來納大學教堂山分校電腦科學博士，曾任美國貝爾實驗室，返國任教於台大資訊工程系。曾任電機資訊學院副院長，現為網路與多媒體研究所及資工系教授。研究專長為電腦圖學、虛擬實境(Virtual Reality)，為國際上VR領域研究先驅。1995年與資工系同事黃肇雄、吳家麟、陳文進在國科會(現為科技部)產學合作計畫架構下研發出視訊壓縮軟體─第一代「Power DVD」的原型，並衍生出台灣最成功的軟體公司之一的訊連科技。
黃肇雄：1981年電機系畢業，美國加州大學洛杉磯分校電腦博士，訊連科技公司董事長。曾於臺大資工系任教，1991年與另兩位資工系教授共同建立臺灣大學通訊及多媒體實驗室，1996年創立訊連科技公司，2006年方辭去資工系教職。
王文漢：1981年電機系畢業，英特爾公司副總裁暨英特爾實驗室執行總監，曾榮獲ACM SIGMETRICS（國際計算機性能績效會議）最佳論文獎、ACM/IEEE ISCA（國際計算機架構會議）歷年最佳論文獎、最具影響力論文獎及國際電機電子協會會士（IEEE Fellow）等殊榮。英特爾於2015年授與榮譽資深院士。
范豐民：1982年電機所畢業，美國光譜電子股份有限公司創辦人暨總經理。
洪勝富：1983年電機系畢業，美國普林斯頓大學電機博士，工研院電光所副所長，清華大學光電所與電子所合聘教授。
徐世昌：1983年電機系畢業，華碩共同創辦人、華擎董事長。
葉嗣平：1983年電機系畢業，華碩副總經理。
楊瑞祥：1983年電機系畢業，耶魯大學計算機科學博士，圓剛科技總經理。
劉軍廷：1983年電機系畢業，美國普林斯頓大學電機工程博士。工研院副院長，曾任友達科技副總經理、美國貝爾實驗室部門經理。
賴瑾：1983年電機系畢業，威盛電子副總經理。
蔡熊光：1983年電機系畢業，元太科技執行長。
王奉民：1985年電機系畢業，現任美國安霸公司 （Ambarella Inc.） 董事長及執行長，其公司在2014年和2015年獲得「最受尊敬的新興上市半導體公司（Most Respected Emerging Public Semiconductor Company）」。
高健榮：1986年電機系畢業，美國俄亥俄州立大學電機博士。啟碁科技共同創辦人暨總經理。
王冠三：1986年電機系畢業，美國馬里蘭大學電機碩士和博士，現任美國微軟研究院首席研究員暨學術合作總經理。專長網路規模機器閱讀、智慧推理、智慧分析和使用者行為模擬等領域。
王澤明：1987年電機系畢業，鴻海集團董事長特助，前昱晶能源副總。
梁維仁：1992年電機系畢業，美國卡內基美隆大學財務數學碩士、MBA碩士。元大證券香港區總經理、花旗環球證券臺灣區總經理。
黃鐘揚：1992年電機系畢業，美國加州大學聖塔芭芭拉分校電機與電腦工程博士。優拓資訊（Yoctol）共同創辦人，現任國立台灣大學電機系暨電子所教授。
董本洪：1992年電機系畢業，美國密西根大學工業工程碩士，曾擔任百事可樂大中華區市場副總裁，現任阿里巴巴集團首席市場官。
瞿志豪：1992年電機系畢業。與董本洪、張逸群共同創立GigaMedia，2000年2月於NASDAQ上市，市值最高超過42億美金。曾擔任橡子園台灣合夥人，現任工研院創新公司總經理，科技會報科技政策諮詢委員。
璩又明：1993年電機系畢業，美盛醫電創辦人兼總經理，曾任聯發科設計技術處長。
徐瑞廷：1995年電機系畢業，BCG波士頓顧問公司董事總經理。史丹佛大學電子工程學碩士，聖塔克拉拉大學 MBA。曾任職美商DEC。
王英明：1995年電機系畢業，美國德州大學奧斯丁分校電機電腦碩士，加州聖塔克拉拉大學MBA。曾任麥肯錫公司顧問，返國任聯發科技投資併購部門主管，與朋友合夥創業至今。
吳漢章：1996年電機系畢業，華碩雲端總經理。
杜奕瑾：1997年資工系畢業，BBS站批踢踢的創站站長，為微軟公司人工智慧（AI）部門亞太區研究總監，臺灣人工智慧實驗室創辦人。
張心望：1999年電機系畢業，美國史丹佛大學電機碩士畢業，在矽谷創業幾年後回台創業，曾任威望國際總經理，現任樂聲影城董事長、車庫娛樂創辦人。
龔律全：2001年資工系畢業，酷音輸入法原作者。
陳康本：2001年電機系畢業，酷音輸入法原作者。
宋雲軒：2002年電機系畢業，美國史丹佛大學電機博士。美國 Google AI自然語言處理資深研究員。
高嘉良：2003年資工系畢業，台灣的自由軟體程式設計師，一以Subversion為版本控制系統SVK之創始者。Xcin輸入法框架的前開發者以及ChewingOSX / 酷音輸入法作者。曾與唐鳳等人共同創辦了藝立協，發展台灣開源社群。曾與RT開發者Jesse Vincent共同經營BestPractical公司。
賴以威：2004年電機系畢業，數感實驗室共同創辦人，師大電機系助理教授。
湯孟翰：2006年電機系畢業，永鑫能源股份有限公司共同創辦人暨董事長。
高奕豪：2006年電機系畢業，美國史丹佛大學電機博士。現投身計量金融，在Two Sigma Investments擔任Quantitative Researcher。
周仁海：2006年電機系畢業，美國卡內基美隆大學電腦科學碩士。2020年中華民國十大傑出青年。愛因斯坦人工智慧股份有限公司Deep01創辦人及執行長，專長AI醫療。Deep01深度學習產品為全球第一個同時拿到美國FDA與台灣FDA通過。曾任哈佛大學Research Fellow。
謝沛倫：2007年電機系畢業，美國哥倫比亞大學電機碩士。Ambidio Inc.共同創辦人。
林啟維：2008年電機系畢業，美國加州大學洛杉磯分校電機碩士，綿羊犬藝術有限公司創辦人暨執行長。
鄭恆之：2008年電機系畢業，美國卡內基美隆大學電腦科學碩士、博士，Google總公司技術總監經理暨主任工程師。
趙式隆：2008年電機系畢業，台灣矽谷創業家協會理事長，Zuvio創辦人。
陳泰元：2011年電機系畢業，曾任台、日最大直播平台17直播共同創辦人暨技術長，先後創辦了全球首個零手續費 Crypto 交易所、目前位居全球前二十大的 COBINHOOD，以及以Blocklattice（區塊網）架構底層設計、高度可擴容的公鏈 DEXON。
溫宗憲：2011年電機系畢業，英國劍橋大學電機工程博士，英國新創 PolyAI 共同創辦人及技術長，曾任 Google Brain 實習生，IPSoft Amelia 研發顧問。
蘇培豪：2011年電機系畢業，英國劍橋大學電機工程博士，英國新創 PolyAI 共同創辦人及首席科學家，曾任 Facebook AI Research 實習生。
王易如：2012年電機系畢業，美國史丹佛大學電機碩士。美國矽谷行動貝果 MoBagel 共同創辦人及營運長。
李昀樵：2012年電機系畢業，17直播資深產品科技副總裁。
洪任諭：2016年資工所畢業，台灣自由軟體開發者，是軟體PCMan的最初開發者之一。原為內科醫師，現為Appier工程師。
吳泓霖：2018年電機系畢業，Android 知名刷機程式 Magisk 開發者(topjohnwu)，目前就讀於美國密西根大學電腦科學碩士，曾於 Apple 及 IBM 擔任實習生。

### 政治界
張克彥：1966年電機系畢業，加拿大英屬哥倫比亞大學博士，加拿大聯邦政府歷來位階最高的台灣人，曾任加拿大傳統文化部貿易投資局長、加拿大外交部國際開發署北非及中東事務局長、加拿大原住民及北方領土事務部土地索求和自治執行局長、加拿大工業部國際業務發展局副局長、加拿大通訊部貿易政策處長等職。並在1996年APEC亞太經合會電信暨資訊工作小組會議，擔任加歐電訊共同委員會主席。
楊世緘：1967年電機系畢業，美國西北大學電機碩士與博士。曾任行政院政務委員、行政院科技顧問組召集人、經濟部次長、經濟部工業局局長、科學工業園區管理局副局長。
潘國濂：1970年電機系畢業，英屬香港立法局議員，自由黨前副主席、曾任慧峰集團（今國藝控股）主席、中電的第一位華人總經理、九龍塘區議員。曾任土地發展公司主席、地產代理監管局主席、英國特許工程師、英國電機工程師學會資深會員及香港工程師學會資深會員。2000年獲委任為太平紳士。2009年獲頒授銅紫荊星章。
張進福：1970年電機系畢業，柏克萊加州大學電機工程及資訊科學系博士，行政院政務委員、工業技術研究院董事長、臺灣省政府主席。國際電機電子工程師學會會士（IEEE Fellow）。曾兼任臺大電機系主任兼所長、教育部科技顧問室主任、國立中央大學教授兼教務長、行政院國家科學委員會副主任委員、國立暨南國際大學校長、元智大學第四任校長、財團法人資訊工業策進會董事長。
吳靜雄：1970年電機系畢業，美國康乃爾大學電機博士。前任中華民國行政院飛航安全委員會主任委員、財團法人資訊工業策進會董事長、臺大副校長，現任國立臺灣大學電機工程學系教授。曾任國科會工程技術發展處處長、電機電子工程師學會臺北分會會長、臺大研究發展委員會主任委員。
陳添枝：1975年電機系畢業，美國賓州州立大學經濟學博士。曾任美國密西西比大學助理教授、臺灣大學經濟系教授、中華經濟研究院院長。前任行政院政務委員兼任國家發展委員會主任委員。
吳聰敏：1975年電機系畢業，美國羅徹斯特大學經濟學博士，現任中華民國中央銀行理事、國立臺灣大學經濟系教授。
徐爵民：1977年電機系畢業，美國加州柏克萊大學電機工程與電腦科學系博士。中華民國科技部部長。曾任工業技術研究院電子工業研究所所長、工研院院長等職務。任教於國立清華大學，曾任電機資訊學院院長與臺灣聯合大學系統副校長。
吳瑞北：1979年電機系畢業，前任財團法人資訊工業策進會執行長，台灣大學電機工程學系特聘教授，曾獲IEEE fellow。
周景揚：1979年電機系畢業，美國伊利諾伊大學厄巴納-香檳分校電腦科學系碩士及博士。現任國立中央大學校長，曾任中華民國行政院國家科學委員會副主任委員、國立交通大學電子工程學系教授，美國電機電子工程師學會會士、美國貝爾實驗室研究員。
陳銘憲：1982年電機系畢業，美國密西根大學安那堡分校電機資訊工程系博士。曾任資訊工業策進會執行長。曾獲ACM Fellow和IEEE Fellow、教育部學術獎、國科會傑出研究獎、東元獎、潘文淵研究傑出獎、中華民國資訊學會資訊榮譽獎章、李國鼎穿石研究獎等獎項。現任中央研究院資訊科技創新研究中心特聘研究員兼主任、國立臺灣大學電機系特聘教授及中興大學講座教授、國立臺灣大學電機資訊學院院長。
鐘嘉德：1983年電機系畢業，美國南加大碩士、博士，台灣大學電機工程學系特聘教授，行政院科技顧問室副執行秘書，台灣 WiMAX & WLAN 產業交流會會長，曾獲IEEE fellow。
李大嵩：1983年電機系畢業，美國普渡大學電機博士。國家通訊傳播委員會（NCC）委員，交通大學電機工程學系教授。
蔡志宏：1983年電機系畢業，美國加州大學洛杉磯分校電機工程博士。行政院科技顧問室顧問，中華電信獨立董事，台灣大學電機工程學系專任教授。
蔡堆：1987年電機所畢業，交通部部長、行政院公共工程委員會副主委、交通部民用航空局局長。
鄭文燦：1987年電機系肄業轉系至社會系，臺大國家發展研究所碩士，曾任桃園市市長、行政院新聞局局長、行政院發言人、海基會副秘書長、民進黨中常委、民進黨中執委、民進黨文宣部主任、桃園縣議員和野百合學運決策小組召集人、副閣揆。
林宗男：1989年電機系畢業，美國普林斯頓大學電機工程學系的碩士及博士。財團法人資訊工業策進會資安科技研究所所長、消費者文教基金會副祕書長，國立臺灣大學電機工程學系教授。

### 演藝界
范鴻軒：1969年電機系畢業，演員，在電視劇《包青天》中飾演公孫策而成名。
林婉容：1986年電機系畢業，福音詩歌創作歌手，1999年成立「小羊詩歌」網站並出版首張福音詩歌集《鼓舞》。
余函彌：2008年資工系畢業，台大五姬，演員、歌手。
熊信寬：2013年電機系畢業，藝名「熊仔」，饒舌歌手，第6屆金音創作獎5項提名，並奪得最佳嘻哈專輯、最佳嘻哈單曲、最佳新人等三項大獎。第27屆金曲獎提名最佳國語專輯獎與最佳新人獎。

### 體育界
莊子肇：2002年電機系畢業，壘球國手，曾入選亞洲男子壘球錦標賽中華代表隊，現任國立中山大學電機系副教授，研究領域磁共振造影技術，醫學影像處理。

## 外部連結
- .   [2012-12-11]. （原始内容存档于2013-01-13）.
- .   [2012-12-11]. （原始内容存档于2017-04-13）.
- .   [2012-12-11]. （原始内容存档于2020-11-11）.
- .   [2012-12-11]. （原始内容存档于2017-07-05）.